# ダロネガ (ジョージア州)

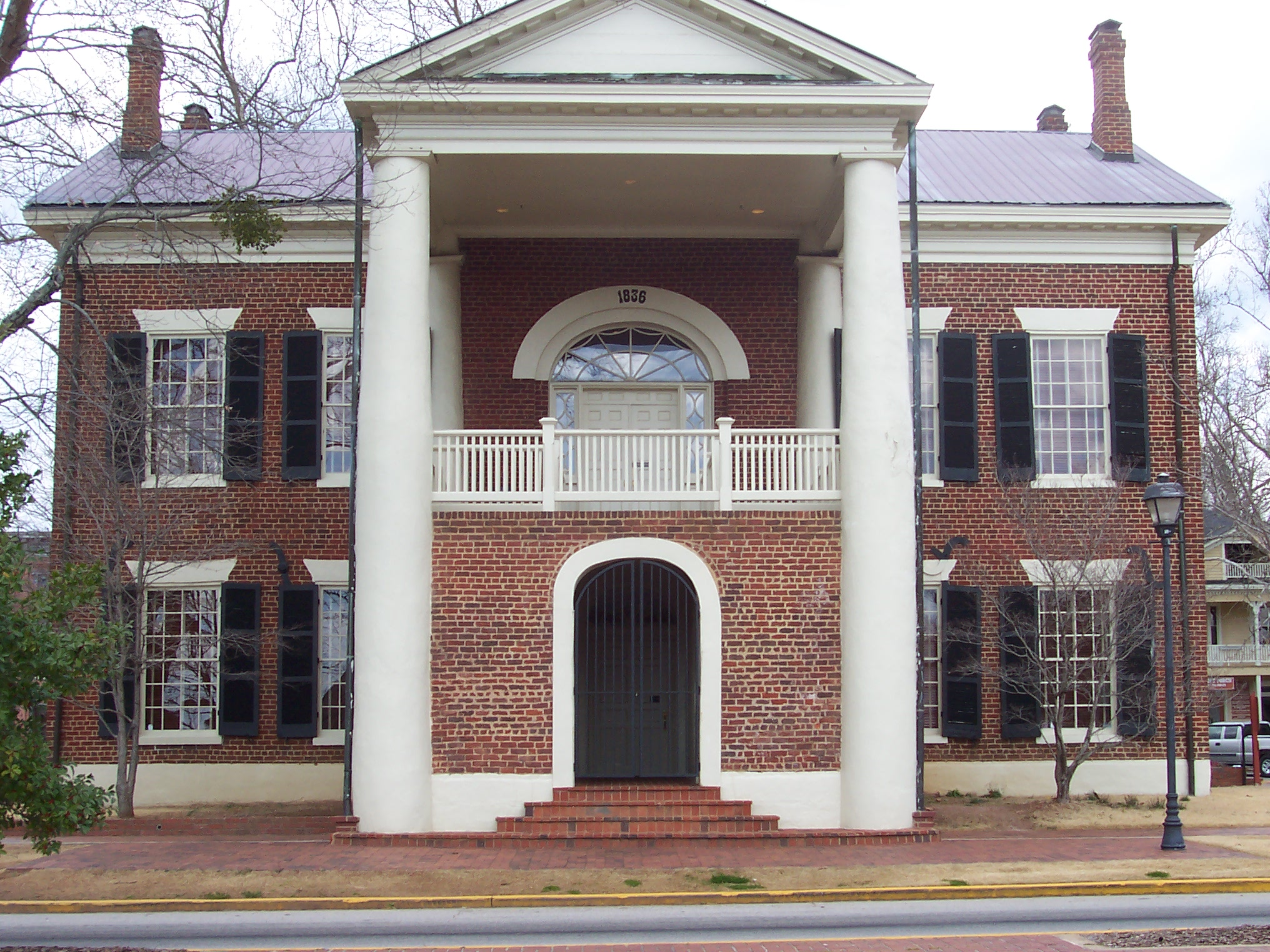
旧ランプキン郡庁舎。現在はダロネガ金鉱博物館になっている

ダロネガ（Dahlonega）は、アメリカ合衆国ジョージア州の都市。ランプキン郡の郡庁所在地である。人口は5,242人（2010年国勢調査）。

## 歴史
ダロネガは約350km東のシャーロットと同様に、アメリカ合衆国史上初めてのゴールドラッシュに沸いた町であった。1828年にこの地で金鉱が発見され、翌1829年8月1日に当時の州都ミレッジビルの新聞で報じられると、ゴールドラッシュは瞬く間に北ジョージア一帯に広がり、この地は金を求める者であふれた。1837年には、ネイティブ・アメリカンの言語で「黄金」を意味するDalonigeから転訛して、この地の名がジョージア州議会により正式に「ダロネガ」と定められた。1838年には、この地で産出された金を用いて金貨を鋳造するため、造幣局の支局がダロネガに置かれた。ダロネガ造幣局は同時期に設置されたシャーロット造幣局と同様に、金貨のみを造る支局であった。ダロネガで造られた金貨には頭文字のDが刻まれた。
しかし、ゴールドラッシュは長くは続かなかった。1840年代に入ると、この地の金鉱が枯渇し始め、採掘の難度が上がっていった。そこに1849年、カリフォルニアで金の鉱脈が発見されると、金を求める者はジョージアを離れて西を目指すようになり、次第にダロネガは寂れていった。1861年に南北戦争が開戦すると、ダロネガ造幣局はやはりシャーロット造幣局と同様に、南軍に接収され、23年の歴史を終えた。

## 地理

ランプキン郡内の位置（右）

州都アトランタの北東105km、アパラチア山麓に位置する。市域面積は16.6km2、標高は442mである。座標は北緯34度31分50秒 西経83度59分5秒 / 北緯34.53056度 西経83.98472度。

## 見所

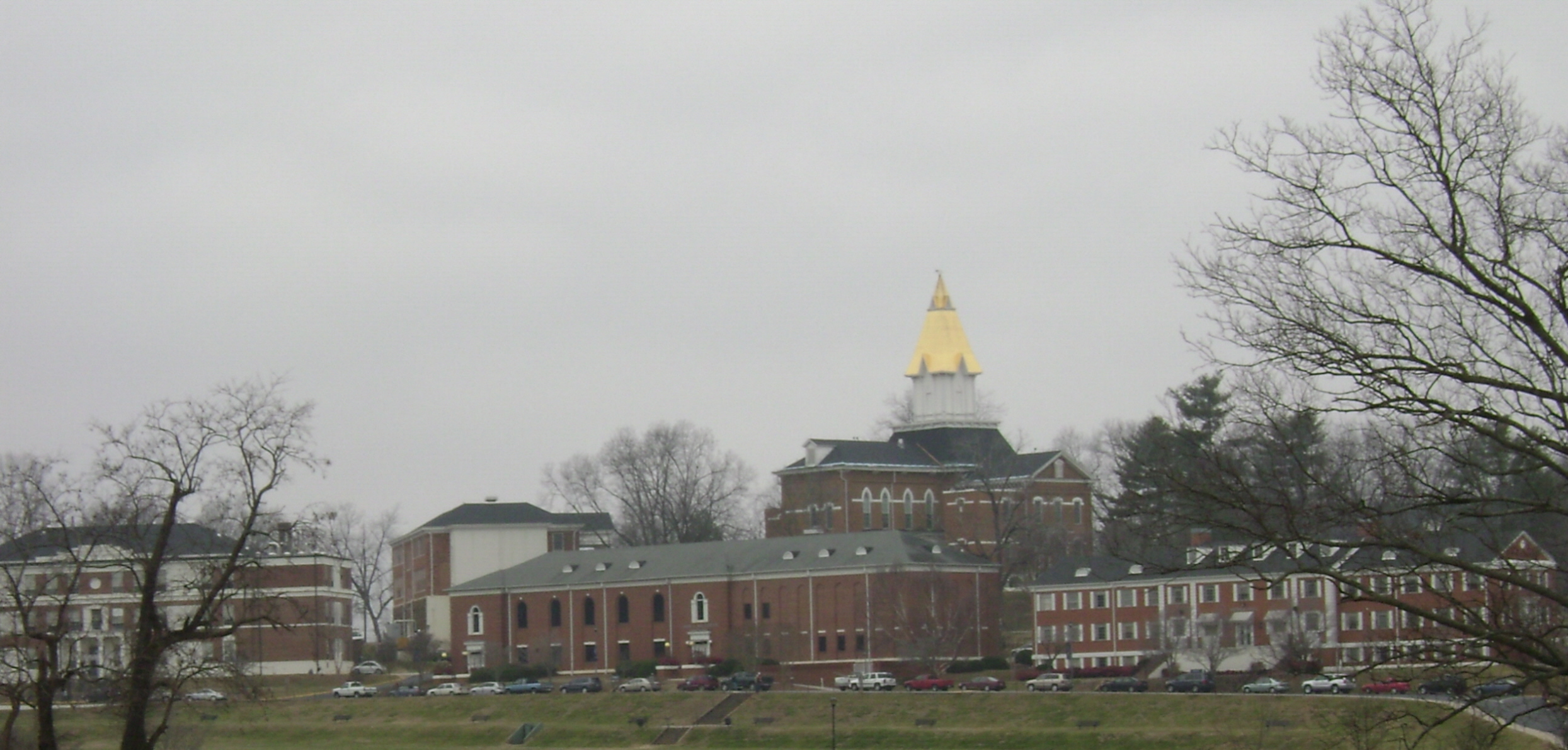
北ジョージア州立大学

現在では、ダロネガの繁栄の面影は市内外のいくつかの施設や建物に残るにとどまっている。市の中心部に建つ、1836年に完成したジョージア州最古の地方裁判所、旧ランプキン郡地方裁判所は、現在ではダロネガ金鉱博物館となっており、ジョージア州の歴史建造物に指定されていると共に、金鉱石や金貨、砂金の選り分けに用いた道具など、ゴールドラッシュに関する事物を展示している。アトランタのジョージア州会議事堂が1957年に改修された際には、ドームにダロネガ産の金から造られた金箔が貼られた。南北戦争中に南軍に接収されたダロネガ造幣局の建物は、終戦後、1873年に北ジョージア農業大学（後の北ジョージア州立大学）の校舎として転用され、再利用されている。また、アトランタ西郊に立地するテーマパーク、シックス・フラッグス・オーバー・ジョージアでは、ダロネガの名を冠し、鉱山のトロッコを模した、ダロネガ・マイン・トレイン（Dahlonega Mine Train）というローラーコースターが稼働している。

## 人口推移
以下にダロネガ市における1840年から2010年までの人口推移をグラフおよび表で示す。
| 統計年 | 人口    |
| ------ | ------- |
| 1840年 | 671人   |
| 1850年 | 735人   |
| 1870年 | 471人   |
| 1880年 | 602人   |
| 1890年 | 896人   |
| 1900年 | 1,255人 |
| 1910年 | 829人   |
| 1920年 | 690人   |
| 1930年 | 905人   |
| 1940年 | 1,294人 |
| 1950年 | 2,152人 |
| 1960年 | 2,604人 |
| 1970年 | 2,658人 |
| 1980年 | 2,844人 |
| 1990年 | 3,086人 |
| 2000年 | 3,638人 |
| 2010年 | 5,242人 |

## 註
1. 1 2  American FactFinder. U.S. Census Bureau. 2011年2月4日.
2. 1 2  Gold Rush. The New Georgia Encyclopedia. 2003年1月21日.
3. ↑  English/Cherokee Dictionary.
4. ↑  The Mint at Dahlonega Georgia. US-Mint.info. Austin Rare Coins.
5. ↑  Dahlonega Gold Museum Historic Site. State Parks and Historic Sites, Georgia Department of Natural Resources.
6. ↑  Georgia State Capitol. The New Georgia Encyclopedia. 2007年6月3日.
7. ↑  History of NGCSU. North Georgia College and State University.
8. ↑  Dahlonega Mine Train. Six Flags Over Georgia.

## 推奨文献
- Gold-Mining in Georgia. pp.517–519. Harper's New Monthly Magazine 59, Issue 352. 1879年9月.
- Amerson, Anne Dismukes. I Remember Dahlonega: Memories of Growing Up in Lumpkin County. Chestatee Publishing. 1993年.
- Williams, David. Such Excitement You Never Saw": Gold Mining in Nineteenth-Century Georgia. pp.695-707. The Georgia Historical Quarterly, Vol.76, No.3. Georgia Historical Society. 1992年秋.
- Williams, David. The Georgia Gold Rush: Twenty-Niners, Cherokees, and Gold Fever. Columbia, South Carolina: University of South Carolina Press. 1993年. ISBN 1-57003-052-9.